# Berufsverband
Ein Berufsverband ist eine Körperschaft des privaten Rechts, die sich als Interessenverband die Vertretung und Förderung der Belange eines bestimmten Berufsstandes zum Ziel setzt. Größere Berufsverbände können regionale oder thematische Unterorganisationen (Sektionen, Arbeitsgemeinschaften, Arbeitsgruppen) umfassen.

## Aufgaben
Berufsverbände arbeiten nach außen hin unter der Annahme, dass die Bündelung der Interessen möglichst vieler Angehöriger eines bestimmten Berufs die Möglichkeit verbessert, diese Interessen gegenüber den Vertragspartnern der Berufsausübenden (zum Beispiel Arbeitgeber, Auftraggeber, öffentliche Hand, Gesetzgeber) und der Öffentlichkeit allgemein durchzusetzen, ggf. durch lobbyistische Arbeit. 
Nach innen hin verstehen sich Berufsverbände üblicherweise als ein Forum, auf dem berufsspezifische Fragen aufgeworfen, diskutiert und geklärt werden können. Berufsverbände bieten ihren Mitgliedern als Gegenleistung für den zu entrichtenden Mitgliedsbeitrag meist den bevorzugten Zugang zu beruflich relevanten Informationen, Aus- und Weiterbildungsmöglichkeiten und sonstige Vergünstigungen.
Eine Definition von Berufsverbänden gibt das Steuerrecht in der Körperschaftssteuer-Richtlinie (R 5.7 Absatz 1, KStR 2015). Demnach können auch Gewerkschaften Berufsverbände sein.

## Mitgliedschaft von natürlichen Personen
Anders als bei klassischen Vereinen ist die Aufnahme einer natürlichen Person in der Regel an formale Bedingungen geknüpft, wie etwa den Nachweis einer dem Beruf entsprechenden fachlichen Ausbildung oder einer gleichwertigen beruflichen Erfahrung. Personen in einer entsprechenden Ausbildung können ebenfalls Mitglied werden – in einigen Verbänden ist dies eine noch nicht vollwertige Mitgliedschaft. 
Bei einigen Berufsverbänden sind neben den im Verbandsnamen angegebenen Berufen nach der Satzung auch andere Berufe zugelassen. Zum Beispiel darf ein Ingenieur bspw. bei der Gesellschaft für Informatik (GI) ebenfalls Mitglied werden. Dies ist kein Widerspruch, da Informatiker nach der Wissenschaftslehre eine Unterart der Ingenieure darstellen.
Es kommt oft vor, dass eine Person bei mehr als einem Berufsverband Mitglied ist. Um die finanziellen Belastungen in Grenzen zu halten, bieten Berufsverbände als weiteres Charakteristikum gegenüber typischen Vereinen ihren Mitgliedern eine finanziell vergünstigte „Doppelmitgliedschaft“ oder „Kooperative Mitgliedschaft“ an.
Neben den formalen Bedingungen muss die natürliche Person auch die inhaltlichen Bedingungen erfüllen, indem sie die gemeinsamen Ziele unterstützt.
Kammern, teilweise mit einer Pflichtmitgliedschaft, sind eine weitere Form der berufsständischen Vereinigung und Interessenvertretung.

## Steuerbegünstigung
Berufsverbände sind ähnlich wie gemeinnützige Körperschaften steuerbegünstigt. Sie sind selbst steuerbefreit (jedoch nicht für wirtschaftliche Betätigungen) nach § 5 Abs. 1 Nr. 5 Körperschaftssteuergesetz. Berufsverbände geben eine entsprechende Steuererklärung ab und werden dann vom örtlichen Finanzamt auf Grundlage der Erklärung anerkannt.
Beiträge an Berufsverbände können als Werbungskosten (§ 9 Abs. 1 Satz 3 Nr. 3 Einkommenssteuergesetz) bzw. Betriebsausgaben steuerlich abgesetzt werden, nicht jedoch Spenden. Berufsverbände dürfen mit bis zu 10 Prozent ihrer Einnahmen politische Parteien unterstützen (§ 5 Abs. 1 Körperschaftssteuergesetz) und unterliegen keiner Begrenzung bei ihrer politischen Arbeit.